# Liste der Biografien/Chag
Liste der Biografien |
Portal Biografien |
Personensuche
# |
A |
B |
C |
D |
E |
F |
G |
H |
I |
J |
K |
L |
M |
N |
O |
P |
Q |
R |
S |
T |
U |
V |
W |
X |
Y |
Z |
?
 
Ca |
Cb |
Cc |
Ce |
Ch |
Ci |
Cj |
Ck |
Cl |
Cm |
Cn |
Co |
Cr |
Cs |
Ct |
Cu |
Cv |
Cw |
Cy |
Cz
 
Cha |
Chb |
Che |
Chh |
Chi |
Chk |
Chl |
Chm |
Chn |
Cho |
Chr |
Cht |
Chu |
Chv |
Chw |
Chy
 
Chaa |
Chab |
Chac |
Chad |
Chae |
Chaf |
Chag |
Chah |
Chai |
Chaj |
Chak |
Chal |
Cham |
Chan |
Chao |
Chap |
Chaq |
Char |
Chas |
Chat |
Chau |
Chav |
Chaw |
Chay |
Chaz
Die Liste der Biografien führt alle Personen auf, die in der deutschsprachigen Wikipedia einen Artikel haben. Dieses ist eine Teilliste mit 25 Einträgen von Personen, deren Namen mit den Buchstaben „Chag“ beginnt.

## Chag

### Chaga
- Chagall, Marc (1887–1985), russisch-französischer MalerMarc Chagall (1887–1985)

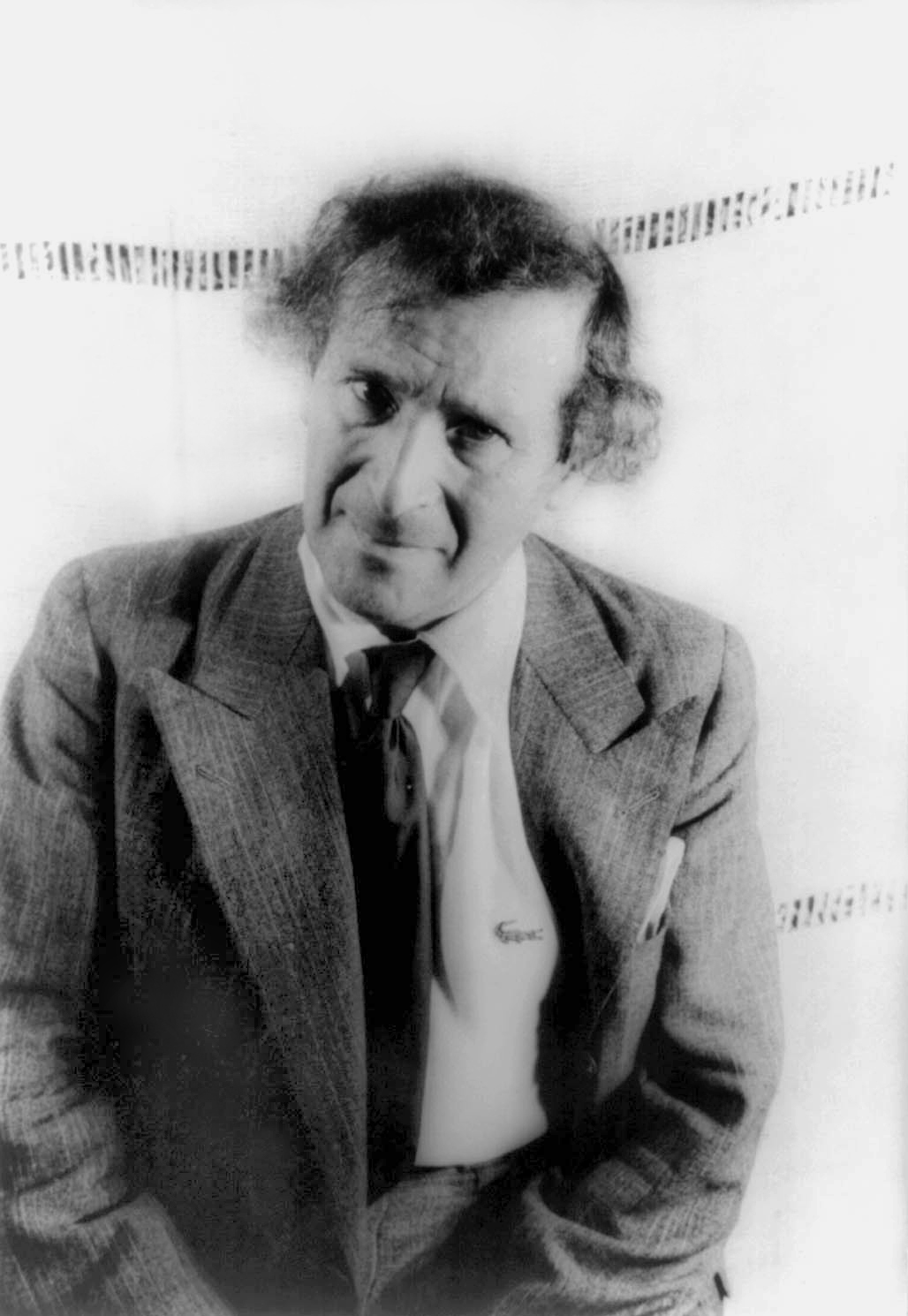
Marc Chagall (1887–1985)

- Chagall, Rachel (* 1952), US-amerikanische Schauspielerin
- Chagas de Miranda, Octávio Augusto (1881–1959), brasilianischer Geistlicher, römisch-katholischer Bischof von Pouso Alegre
- Chagas Filho, Carlos (1910–2000), brasilianischer Biophysiker
- Chagas, Beatriz (* 1999), brasilianische Stabhochspringerin
- Chagas, Belivaldo (* 1960), brasilianischer Politiker
- Chagas, Carlos (1879–1934), brasilianischer Arzt
- Chagas, Jorge (* 1957), uruguayischer Journalist und Schriftsteller
- Chagas, Luís Gonçalves das († 1894), brasilianischer Großgrundbesitzer, Edelmann und Militär
- Chagas, Marco (* 1956), portugiesischer Radrennfahrer
- Chagas, Paulo C. (* 1953), brasilianischer Komponist
- Chagayev, Ruslan (* 1978), usbekischer Boxer

### Chagb
- Chagba, Roman Otschanowitsch (* 1964), russisch-abchasischer Fußballspieler

### Chagg
- Chagger, Bardish, kanadische Politikerin

### Chagi
- Chagis, Jakob (1620–1674), Rabbiner und Talmudist

### Chagl
- Chagla, Mahommedali Currim (1900–1981), indischer Richter, Botschafter und Politiker

### Chagn
- Chagnerich, fränkischer Adliger und Comes
- Chagnoald, Heiliger der römisch-katholischen Kirche und Bischof von Laon
- Chagnon, Jacques (* 1952), kanadischer Politiker, Präsident der Nationalversammlung von Québec
- Chagnon, Napoleon (1938–2019), US-amerikanischer Anthropologe
- Chagnon, Patricia (* 1963), französische Politikerin
- Chagnulf († 641), fränkischer Adliger und Comes

### Chago
- Chagoya, Enrique (* 1953), US-amerikanisch-mexikanischer Maler, Grafiker und Hochschullehrer

### Chagr
- Chagrin, Claude, britische Filmregisseurin, Filmproduzentin, Drehbuchautorin und Filmschauspielerin
- Chagrin, Julian (* 1940), britisch-israelischer Filmschauspieler, Autor und Filmregisseur